# Wazap!
Wazap!（ワザップ！）は、株式会社イーストビームが運営するゲームコミュニティ掲示板で、主に攻略法などの知識を集めるデータベースや、他人と会話することができるSNS、ゲームに関する情報の検索エンジンの役割を果たしている。

## 概要
Wazap!の名前の由来は、英語の「What's up?」（元気？）と、「技を上達する」の造語で、ゲーム文化の発達・発展を目的に2001年に設立された。
数多くのゲームタイトルと攻略情報、ゲーム機種を取り扱うゲーム情報統合ポータルサイトであると同時に、掲示板等の機能を通じて他のユーザーと交流することができるゲームSNSとしての役割を持っている。
また、一般的なゲーム攻略サイトと違い、ユーザー達により投稿された記事でデータベースを構成しているという特色がある。
2021年3月現在、掲載しているゲームタイトルの数は41,956タイトル、投稿されている記事の数は438,591件である。

## 主な機能

### 検索
Wazap!内に登録されているゲームの情報ページの検索を行える。
ゲームのタイトル、機種、発売年から検索を行うことができる。

### 情報投稿
Wazap!の利用者自らゲームの情報を投稿することができる。
それぞれのゲームの情報ページから投稿することができ、「攻略」と「裏技」のカテゴリに分類される。
他、ウェブサイト上の記事をWazap!内で紹介することができる「ゲームニュース」といったものがある。

### 掲示板
チャット式の掲示板を通してゲームに関する意見や情報の交換、ユーザー同士の交流を行うことができるほか、質問コーナー等がある。
特にチャット式掲示板はWazap!内では「ワザップ！フォーラム」と称される。

## 歴史
Wazap!は、2001年上半期、ゲーマー向けコミュニティサイトとして日本で初めて設立された。当初はゲームに関するニュースとユーザーが作成するコンテンツを合わせたもののみだったが、後に情報の検索・配信サイトとして再度開発され、世界初のゲーム専用検索エンジンを当時のドイツ本社が開発した。後にこの検索エンジンは2006年秋に日本版Wazap!に導入された。その後の成功に続き、Wazap!は2004年にWazap AGの支援下で、ドイツを中心にヨーロッパ等の他の市場にも進出し、中国語版のWazap!は2006年11月に、米国語版のWazap!は2007年6月にそれぞれ配信された。
しかし、2008年までにWazap!は日本国外での牽引力を得ることは難しく、ドイツ、中国、アメリカのWazap!の国外事業は閉鎖され、2020年6月現在、Wazap!事業は、日本国内のみで事業を行っている。
設立から2010年辺りにかけて多くのユーザーを集め、2006年には月間1億7千万PVを達成した。しかし、それ以降はTwitter等のSNSの発達や攻略wiki等の台頭により衰退しつつある。
2014年5月14日には、Wazap!内の質問コンテンツにおいて、Yahoo!知恵袋との連携が実装された。しかし現在は連携が停止されている。

## 評価
2007年、Wazap!のドイツ語版（Wazap AG、現在は閉鎖済）が、ヨーロッパで最も革新的な技術を持つ企業として米ビジネス誌「レッドヘリング」の2007年度のレッド・ヘリング賞の欧州部門を受賞した。
全盛期には、ネットレイティングス社(現ニールセン社)によるインターネット視聴率調査のゲームカテゴリにおいて常に上位に位置していた。

## インターネット・ミーム
本サイトを発端としたインターネット・ミームとして、「ワザップジョルノ」がある。本サイトに書き込まれたでたらめな裏技情報に騙されたユーザーが怒りを込めて書いたコメントが、漫画『ジョジョの奇妙な冒険』の登場人物・ジョルノ・ジョバァーナの口調を彷彿とさせる文体だったというもの。2019年に文章の読み上げ等の二次創作が流行し、「ネット流行語100 2019」のトップ20単語賞・第6位に選出され、4年後の「ネット流行語100 2023」でもノミネート100ワード入りしている。